# I型大廈

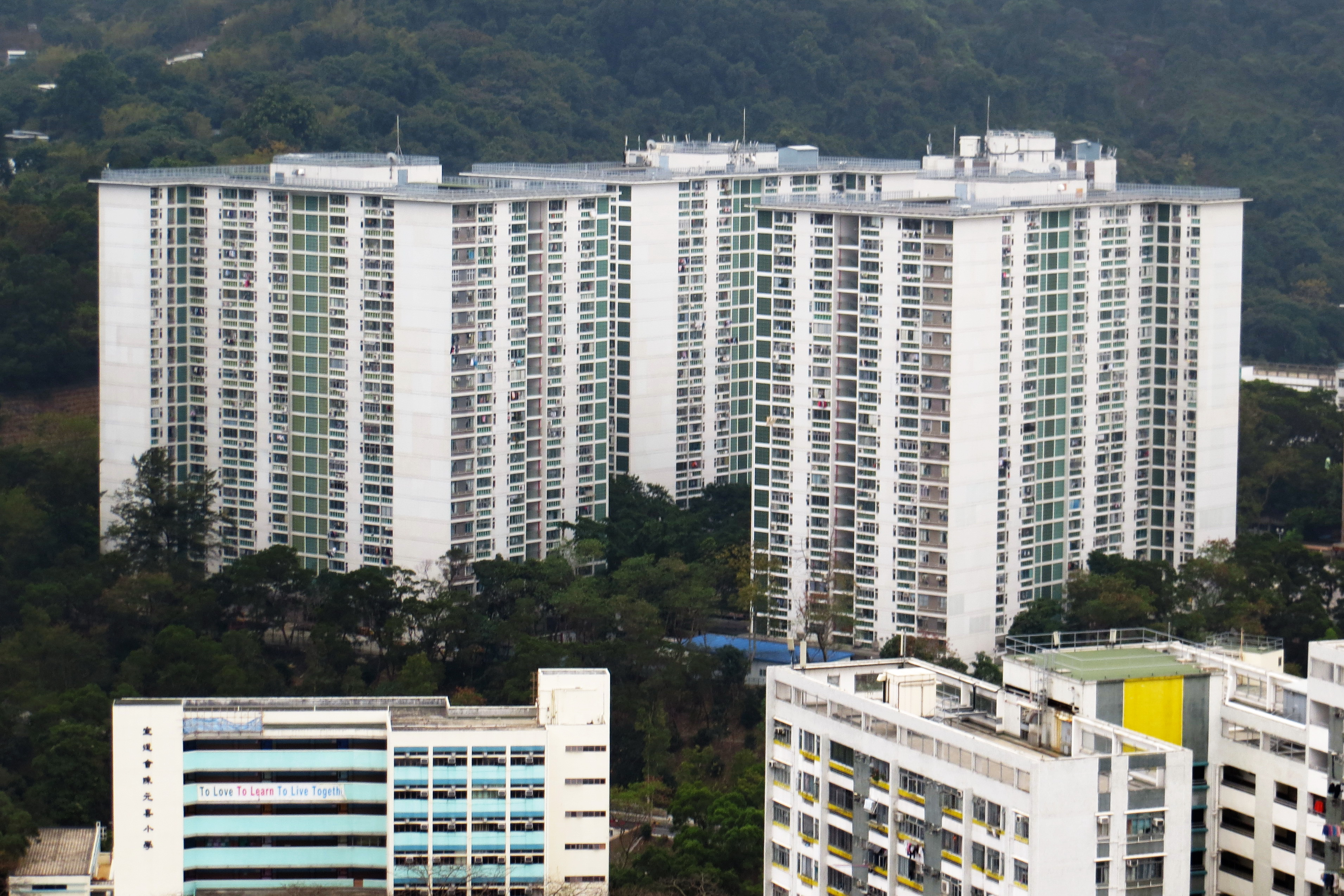
新田圍邨中的I型大廈

I型大廈（英語：I Block），是一種香港公共屋邨大廈的設計，分為單座、雙連座及三連座，僅於1981年至1983年期間落成的少部份公共屋邨出現。

## 簡介
I型大廈可分為單座I形（Single-I block）、雙I形（Double-I block）及三座相連I形（Triple-I block）三種。 
I型的樓宇設計，就如英文「I」字共分為三翼，在樓宇中央長走廊兩端加上成直角排列的附翼。每座I型樓宇劃一設27個單位，其中16個單位分佈於中央長走廊兩側，另外11個單位分別處於附翼中。
I型樓宇可獨立一幢又或兩幢至三幢I型透過附翼末端相連而成為一組，當中美林邨美楓樓及石圍角邨石桃樓兩幢相連樓宇共同命名，其餘的樓宇則獨自命名。由於佔地較廣，可於沙田、觀塘、深水埗及荃灣等當時新落成的屋邨找到。
全港首批單座I型出租公屋大廈為落成於1981年的沙田新田圍邨盛圍樓、富圍樓、欣圍樓、豐圍樓、榮圍樓，而全港首批雙I形出租公屋大廈為同期落成的觀塘順天邨天璣樓、天瑤樓；最後落成的I型大廈是石硤尾澤安邨麗澤樓，於1983年落成。
I型大廈的樓宇樓高由13層至21層不等，採用前香港屋宇建設委員會標準規格設計，屬唯一在房委會時期新設計、但以屋建會產物為藍本的大廈類型，而且僅提供32至39平方米的中至大型單位，因此所有採用I型大廈設計的屋邨，均同時建有採用約23平方米單位設計的舊長型大廈以提供中小型單位。
由於I型大廈佔地較廣且單位配搭單一，不利屋邨規劃，因此在更靈活的第二及第三代工字型大廈以及Y型大廈（Y1及Y2型）出現後便取代了I型大廈、而且停止興建，所以只有少數屋邨採用此款大廈設計。

## 擁有I型大廈的公共屋邨
| 所屬地區         | 屋邨名稱 | 樓宇名稱             | 層數 | 伙數                   | 所屬款式  | 落成年份 | 承建商                      | 備註                         |
| ---------------- | -------- | -------------------- | ---- | ---------------------- | --------- | -------- | --------------------------- | ---------------------------- |
| 深水埗區         | 澤安邨   | 麗澤樓               | 13   | 27                     | 單座I形   | 1983年   | 德信建築                    | 全港最後一棟「I」型大廈      |
| 深水埗區         | 麗閣邨   | 麗萱樓 麗蘿樓 麗薇樓 | 14   | 81（每棟大廈設有27伙） | 三連座I形 | 1981年   | 煥利建築                    | 三座樓宇實際上都是同一幢建築 |
| 觀塘區           | 啟業邨   | 啟祥樓 啟寧樓 啟盛樓 | 14   | 81（每棟大廈設有27伙） | 三連座I形 | 1981年   | 德榮建築                    | 三座樓宇實際上都是同一幢建築 |
| 觀塘區           | 順天邨   | 天璣樓 天瑤樓        | 21   | 54（每棟大廈設有27伙） | 雙連座I形 | 1981年   | 德榮建築                    | 兩座樓宇實際上都是同一幢建築 |
| 荃灣區           | 石圍角邨 | 石桃樓               | 21   | 54（每棟大廈設有27伙） | 雙連座I形 | 1982年   | 朱祥興建築                  |                              |
| 沙田區           | 美林邨   | 美楓樓               | 21   | 54（每棟大廈設有27伙） | 雙連座I形 | 1981年   | 新昌營造 （地基為金門建築） | 全港首幢雙「I」型大廈        |
| 沙田區           | 新田圍邨 | 盛圍樓 富圍樓 豐圍樓 | 21   | 27                     | 單座I形   | 1981年   | 新昌營造                    | 全港首批「I」型大廈          |
| 沙田區           | 新田圍邨 | 欣圍樓 榮圍樓        | 21   | 27                     | 單座I形   | 1981年   | 有成建築                    | 全港首批「I」型大廈          |
| 總數：11座[18座] |          |                      |      |                        |           |          |                             |                              |

- 整座建築為一個單位，[一棟I型大廈為一個單位]